# Kuromitsu
Kuromitsu (黒蜜 (hắc mật))  là một loại si rô đường, nghĩa đen là "mật ong đen".  Nó giống mật rỉ đường, nhưng loãng hơn và vị nhẹ hơn.
Nó thường được làm từ kokutō chưa tinh chế, và là thành phần chính trong nhiều loại bánh kẹo Nhật Bản. Nó là một trong những nguyên liệu được sử dụng để làm wagashi, và nó rất hợp với kuzumochi, trái cây, kem, bánh kếp, v.v.